# Sannidal
Sannidal est une agglomération de la municipalité de Kragerø, dans le comté de Telemark, en Norvège.

## Description
Cette ancienne municipalité a fusionné avec Kragerø en 1960, en même temps que Skåtøy. A cette époque Sannidal comptait  2604 habitants.
Sannidal est situé à l'extrémité du fjord de Kil. Elle fut l'une des premières agglomérations de la région, étant un lien important entre la mer et la terre. Le village de Kil était important à la fois pour les exportations et les importations puisque le bateau était le principal moyen de transport à l'époque. Les exportations de bois datant des années 1600-1700 ont donné à la région un bon revenu et ont fait de Kil le premier centre commercial de Sannidal et des pays environnants.
L'église de Sannidal est une église construite en rondins en forme de croix, datant de 1771.

## Galerie

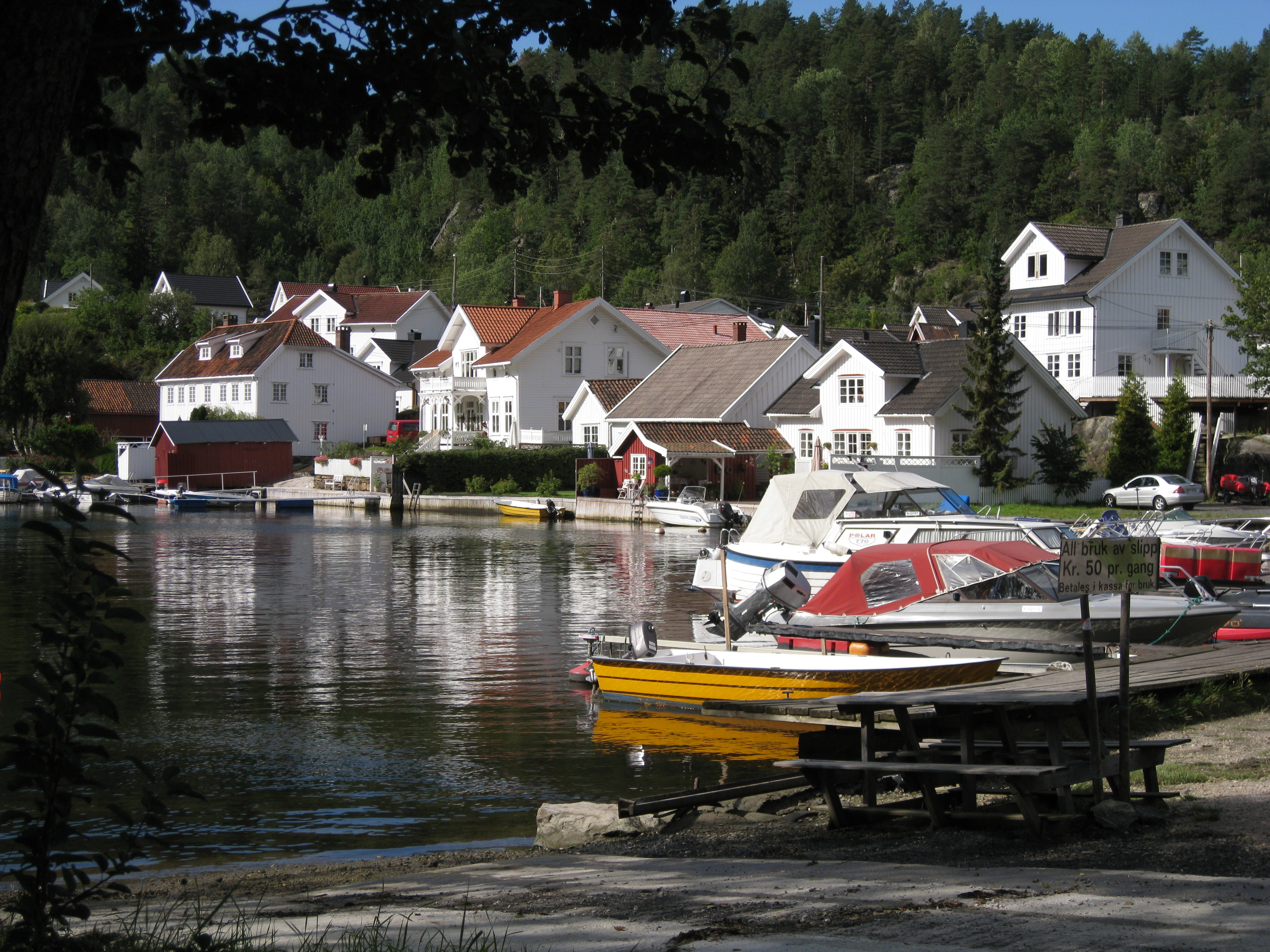
Le port
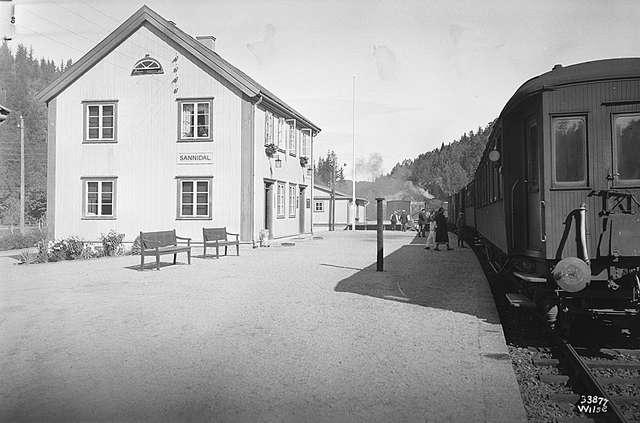
La gare